# بنت بارون
بنت بارون (به انگلیسی: Bengt Baron) (زادهٔ ۶ مارس ۱۹۶۲) شناگر اهل سوئد است.